# Thug Life
Таг лајф (енгл. Thug Life) је прва Тупакова група, чији су чланови, поред Тупака, били и Рејтед Ер, Макадошис, Моприм Шакур, Биг Сајк и повремено Стреч који је био и продуцент групе. Њихов први албум је требало да носи назив Thug Life: Out On Bail, али је под утицајем Интерскоп рекордса промењен у Thug Life:Volume 1. Албум је прво требало да буде рекламиран на Тупаковом синглу Papa’z Song, који је на Б страни требало да има песму Cradle to the Grave. Оригиналну верзију ове песме Интерскоп није желео да објави, те су чланови групе морали направити ремикс, који се касније појавио на албуму. На албуму је требало да се појави и песма Runnin from the Police на којој је гостовао Ноторијус Б. И. Г. али и она је избачена и замењена песмом Stay True. Коначно албум је објављен септембра 1994. након што је неколико пута био одбијен од Интерскопа. Албум садржи само десет песама, а неколико десетина је било снимљено. 
Промоције није ни било. Албум се није продавао јер је мало људи и знало за њега. Када је Тупак рањен, а затим и затворен, касније те године, Рејтед Ер и Макадошис су напустили групу и она се распала. Ипак си чланови су остали у добрим односима и касније су сарађивали једни са другима. 
Моприм и Биг Сајк су наставили да раде са Тупаком када је изашао из затвора. Пред сам крај Тупаковог живота, он и Биг Сајк су радили на Thug Life: Volume 2, који је требало да изда Тупакова издавачка кућа Макавели Рекордс.

## Филозофија Таг лајфа
Као што је приказано у документарцу Тупак: Васкрснуће, концепт Таг лајфа, Тупак је сматрао филозофијом за цели живот. Тупак је од речи Thug створио акроним који је значио The Hate U Gave Little Infants Fucks Everybody (Мржња коју сте дали малој деци зајебава све). Он је изјавио да његова употреба речи Таг није иста као и дефиниција те речи из речника, која означава лопова или криминалца. Наиме, он је ову реч употребљавао за некога ко је дошао из угњетаване или сиромашне средине, без скоро икакве могућности, али је ипак успео у животу и био поносан. 
“Ја нисам створио Таг лајф, ја сам га дијагнозирао”.
Таг лајф је постао начин на који је Шакур видео свој утицај на друштво. Многи људи из свих сфера живота (криминалци из затвора, бели клинци из предграђа, црни клинци из гета), сви су желели да знају како да постану део тог покрета. Тупак је признао да га плаши изненадна моћ коју је имао над тим људима. Али он је користио идеју Таг лајфа како би претворио жеље тих људи у нешто што је он видео као позитивно, излаз за сиротињу, обесправљене и угњетаване. Чланови банди су створили „код Таг лајфа“ и банде из Њујорка преко Чикага до Лос Анђелеса су се обавезале да га поштују. На пример, једно од правила је било да цивили не смеју бити мете у ратовима банди, као и да деца у школама морају бити поштеђена пропаганде банди. 
Тупак се у изјави датој новинару Кевину Пауелу, у јануару 1995. јавно одрекао Таг лајфа, да би га потом, у изјави датој фебруара 1996. године истом том новинару, поново пригрлио.
Филозофија Таг лајфа је била суочена са жестоким критикама од стране владајућих политичара, као и многих угледних чланова црне заједнице.